# Felipe Drugovich
Felipe Drugovich Roncato (Maringá, 23 de maio de 2000) é um automobilista brasileiro que recentemente competiu na Fórmula E pela equipe Mahindra Racing. Ele é membro do Programa de Desenvolvimento de Pilotos da equipe de Fórmula 1 da Aston Martin e é piloto reserva da equipe britânica desde a temporada de 2023.
Drugovich conquistou os títulos da MRF Challenge Formula em 2017-18, do Campeonato Espanhol de Fórmula 3 e da Eurofórmula Open em 2018, e do Campeonato de Fórmula 2 da FIA em 2022.

## Biografia
Felipe Drugovich nasceu no dia 23 de maio de 2000, em Maringá, no estado brasileiro do Paraná. Possui nacionalidade brasileira e italiana, bem como ascendência austríaca e eslava. Seu pai, Fernando Roncato, faleceu em um acidente de moto quando Drugovich tinha dez anos e ainda corria de kart. Sua mãe, Márcia Drugovich, o acompanha nas corridas e o apoia na carreira, juntamente com os outros familiares. Seus tios maternos Sérgio Drugovich e Oswaldo Drugovich Jr. também são pilotos, cujo sobrenome batizou a empresa da família, Drugovich Auto Peças, que patrocina suas carreiras, inclusive a de Felipe. Seu sobrenome significa "filho do Dragão" em eslavo, e Felipe colocou referências a isso em seu capacete.
Drugovich revelou admirar os pilotos campeões de F1 Niki Lauda, Ayrton Senna, Lewis Hamilton e Max Verstappen.

## Carreira

### Cartismo
Drugovich competiu em vários campeonatos de cartismo pelo Brasil e Europa, conquistando várias vitórias, incluindo o campeonato brasileiro de kart em 2011. Ele também foi vice-campeão europeu na classe KFJ e correu nessa modalidade até seus quinze anos.

### Fórmulas inferiores
ADAC Formula 4
Drugovich fez sua estreia em monopostos em 2016, juntando-se à Neuhauser Racing na ADAC Fórmula 4. Ele alcançou seu primeiro e único pódio da temporada em terceiro lugar na rodada de Zandvoort. Ele terminou a temporada em quarto lugar na classificação de novatos e décimo segundo no geral, com 79,5 pontos. Na temporada seguinte, Drugovich mudou para Van Amersfoort Racing, e também fez sua estreia na F4 italiana com a equipe. Drugovich conquistou sete vitórias - mais do que qualquer piloto ao longo da temporada. Por fim, ele terminou em 3.º na classificação com 236,5 pontos, perdendo por nove pontos para o campeão Jüri Vips, com um problema técnico na rodada final no Hockenheimring sendo a potencial causa da perda do título do paranaense.
MRF Challenge
Drugovich também competiu no MRF Challenge, conquistando sua primeira vitória em monopostos na segunda corrida da segunda rodada e terminando em quarto no geral. No ano seguinte, Drugovich conquistou o título com duas corridas restantes. Ele obteve 10 vitórias das 16 corridas realizadas naquela temporada, acumulando 335 pontos, com 81 pontos a mais do que o indonésio Presley Martono, vice-campeão, e 86 a mais do que o neerlandês Rinus VeeKay, terceiro colocado.

### Eurofórmula Open

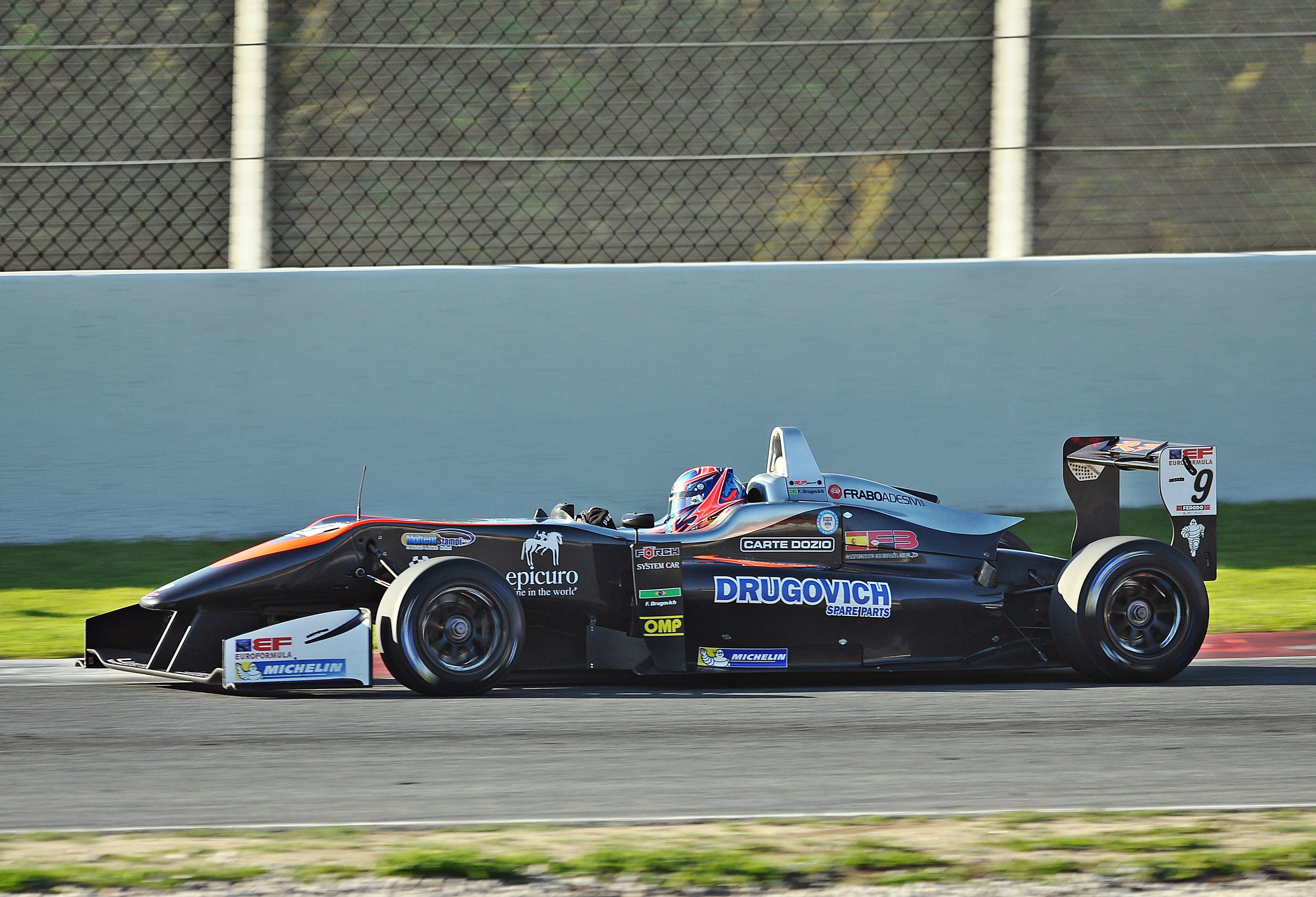
Drugovich na Eurofórmula Open de 2017

Drugovich fez sua estreia na rodada final da temporada de 2017 da Eurofórmula Open, como piloto convidado da RP Motorsport, marcando uma pole e conquistando a vitória nas duas corridas. No ano seguinte, Drugovich se reuniu com a RP para disputar o campeonato em período integral. Ele passou a dominar o campeonato, estabelecendo um recorde de catorze vitórias e conquistando o título em Monza com duas rodadas de antecedência. Drugovich fez pódio em todas as dezesseis etapas de 2018, nunca terminando abaixo do segundo lugar, e terminou o campeonato com 405 pontos, 159 a mais do que o vice Bent Viscaal.

#### F3 Espanhola
Drugovich também foi campeão da Fórmula 3 Espanhola, campeonato que consistia nas rodadas de Estoril, Jerez e Barcelona da Eurofórmula Open. Nesses, o brasileiro venceu todas as seis etapas, obtendo 157 pontos, 53 a mais do que Viscaal.

### Pro Mazda
Drugovich disputou a rodada Pro Mazda de 2018 em Mid-Ohio substituindo Harrison Scott, que sofreu lesões após acidente na etapa de Toronto. Drugovich terminou a prova na quinta colocação.

### GP3 Series
Em novembro de 2018, Drugovich participou do teste de pós-temporada da GP3 Series em Yas Marina com a equipe ART Grand Prix.

### Fórmula 3 da FIA

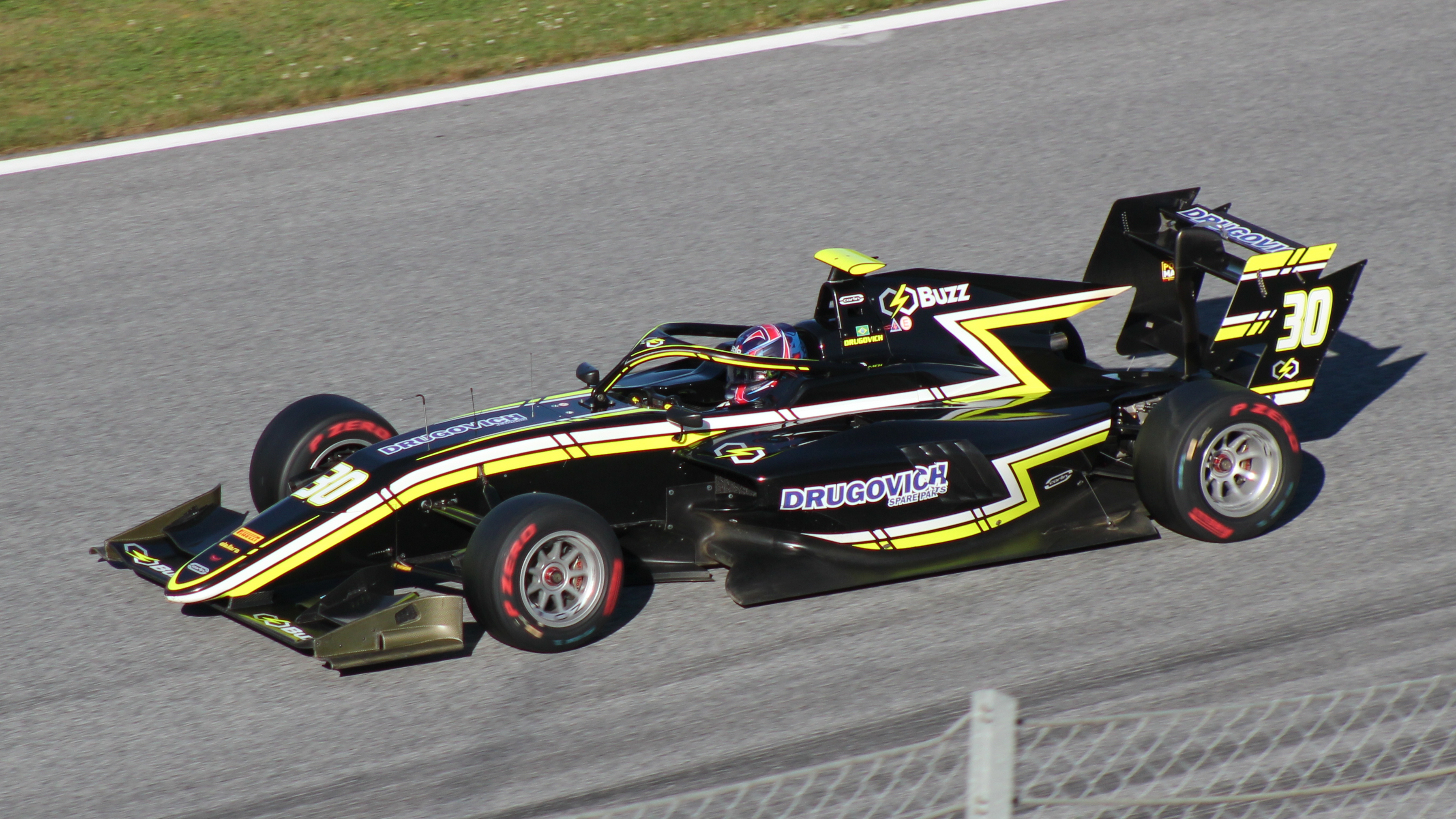
Drugovich pilotando a Carlin no Red Bull Ring em 2019

Em fevereiro de 2019, a Carlin Buzz Racing confirmou que Drugovich correria com eles na temporada inaugural do Campeonato de Fórmula 3 da FIA, ao lado do norte-americano Logan Sargeant e do japonês Teppei Natori. Sua temporada seria difícil, marcando seus únicos pontos em sexto lugar na rodada da Hungria. Ele marcou oito pontos e terminou a temporada em 16º lugar. Ele também marcou mais pontos do que os dois companheiros de equipe juntos.

### Fórmula 2 da FIA

#### 2020

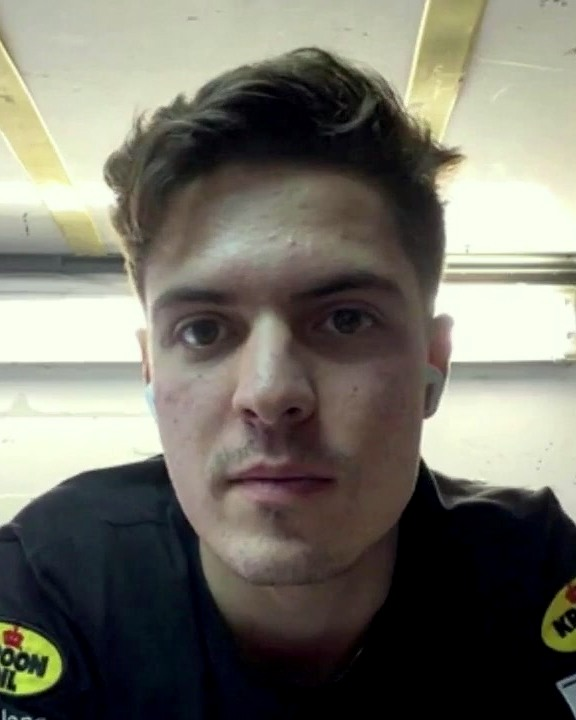
Drugovich em 2020

Após testar com a MP Motorsport nos testes de pós-temporada em Yas Marina, Drugovich foi contratado pela equipe para disputar a temporada de 2020, tendo como companheiro de equipe Nobuharu Matsushita. A temporada estava marcada para começar em março, mas foi adiada devido à pandemia de COVID-19. Drugovich impressionou em sua estreia na Fórmula 2 no Red Bull Ring, classificando-se em 2.º atrás de Guanyu Zhou no Red Bull Ring. Perdeu posições durante a prova e terminou apenas em 8.º. No entanto, seu resultado lhe deu a pole position no grid invertido para a corrida seguinte. Na segunda corrida, Drugovich ficou longe do pelotão, eventualmente vencendo a corrida, liderando todas as voltas. Em uma entrevista após a corrida, o brasileiro comentou que "certamente não foi [confortável] e foi muito difícil" devido a três relargadas de carro de segurança durante a corrida. Drugovich teve um fim de semana ruim na segunda rodada do Red Bull Ring, qualificando-se em 10.º e terminando em 13.º nas corridas de longa e curta.
Em Hungaroring, Drugovich classificou-se em 18.º. Durante a prova, fez estratégia de pneus diferentes dos outros pilotos, gerenciou melhor seus pneus, fez várias ultrapassagens e terminou em quinto lugar. Durante a corrida de curta, ele teve um início complicado e caiu para trás na primeira volta. Ele não conseguiu se recuperar e terminou a corrida em 16º. Drugovich conquistou sua primeira pole position na quarta rodada da temporada, em Silverstone. Ele não conseguiu convertê-lo em uma vitória, terminando em sétimo lugar. Ele terminou a corrida curta em sexto. No segundo fim de semana seguido de corrida em Silverstone, o brasileiro só conseguiu conquistar um ponto, terminando em décimo na corrida após largar em 12.º. Drugovich se classificou em quarto para a corrida de Barcelona. Ele terminou a corrida principal em 7.º, além de vencer a corrida curta com quase 10 segundos de vantagem.
Drugovich se classificou em quinto em Spa-Francorchamps, mas acabou tendo um fim de semana difícil lá. Na volta 4, enquanto lutava pelo sétimo lugar, ele colidiu com seu companheiro de equipe, Matsushita, o piloto japonês bateu na barreira e abandonou no local. Drugovich, entretanto, danificou sua asa dianteira no incidente. Ele terminou a corrida na 20.ª e última colocação. No entanto, após a corrida, Drugovich foi desclassificado por parar na última volta, o que violou as regras. Na segunda prova da rodada, que teve duas entradas do carro de segurança, Drugovich largou em 21º, fez uma corrida de recuperação e ultrapassou oito concorrentes para terminar no 13.º lugar. O brasileiro teve outro fim de semana difícil, desta vez em Monza. Ele classificou-se em 12.º, terminou a corrida principal em 16.º e abandonou a corrida curta. Drugovich teve um fim de semana sólido em Mugello, classificando-se em 5.º lugar e ganhando uma posição para terminar a corrida principal na 4.ª colocação. Drugovich estava confortavelmente entre os 8 primeiros na maior parte da corrida curta, porém encontrou um problema no carro. Ele foi rapidamente ultrapassado durante as voltas seguintes e terminou em 15º.
Drugovich teve um fim de semana complicado em Sochi. Ele se ficou apenas em 16º no treino classificatório, abandonou a corrida principal e terminou a corrida curta na 20.ª e última colocação.
No primeiro fim de semana de corridas em Sakhir, Drugovich assegurou um lugar na primeira fila classificando-se em 2.º lugar atrás de Callum Ilott. Durante a corrida principal, ele ultrapassou Ilott nos primeiros metros, administrou bem os pneus e venceu a prova. Ele pontuou na corrida curta onde obteve um 8.º lugar. Para o segundo fim de semana de corridas em Sakhir, Drugovich se classificou em quinto, terminou a corrida principal em 4º, porém Nikita Mazepin foi punido em 10 segundos por exceder os limites de pista e Drugovich acabou subindo para 3.ª colocação. O brasileiro terminou a corrida curta na oitava colocação.
No geral, Drugovich terminou sua campanha inaugural em 9º com 121 pontos. Ele conseguiu um total de três vitórias, uma pole e uma volta mais rápida cada, e quatro pódios.

#### 2021
Para a temporada de 2021, Drugovich assinou com UNI-Virtuosi tendo como companheiro de equipe Guanyu Zhou.
Drugovich liderou os treinos livres para a corrida de abertura no Circuito Internacional do Barém. Ele seguiria com um impressionante terceiro lugar na qualificação. No fim da primeira volta da primeira corrida curta, Drugovich havia caido para 10.º e teve um problema na asa dianteira, que o forçou a ir aos boxes já no começo da prova para uma troca, caindo assim para a última posição. Ele concluiu a prova na 16.ª posição. Na largada da segunda corrida curta houve batida logo na primeira curva que beneficiou Drugovich, ele subiu da 16.ª para a sétima posição. Na 15ª volta, o brasileiro, que já estava em quarto, tentou atacar o neozelandês Liam Lawson, os dois se tocaram, Lawson rodou e ficou atravessado na pista, provocando a entrada do carro de segurança. Drugovich recebeu uma punição de 10 segundos, seu carro perdeu rendimento após a batida e caiu para 14.ª posição. Na corrida principal, Drugovich largou em terceiro, chegou a liderar a prova, mas terminou a corrida em nono lugar, após ser punido em 5 segundos por infração durante o período de safety car e ver seu carro perder rendimento por conta da diferença de performance dos pneus. Na primeira corrida curta em Mônaco, Drugovich largou em segundo e terminou na mesma posição fazendo dobradinha junto com Zhou pela UNI-Virtuosi. A segunda corrida curta aconteceu em pista molhada, onde uma estratégia equivocada por conta da equipe acabaria comprometendo a corrida do brasileiro que terminou em 14.º lugar. Drugovich largou em nono na corria principal, apostou em uma estratégia com um pit stop ainda no início da prova e terminou em terceiro, garantindo o segundo pódio no final de semana.

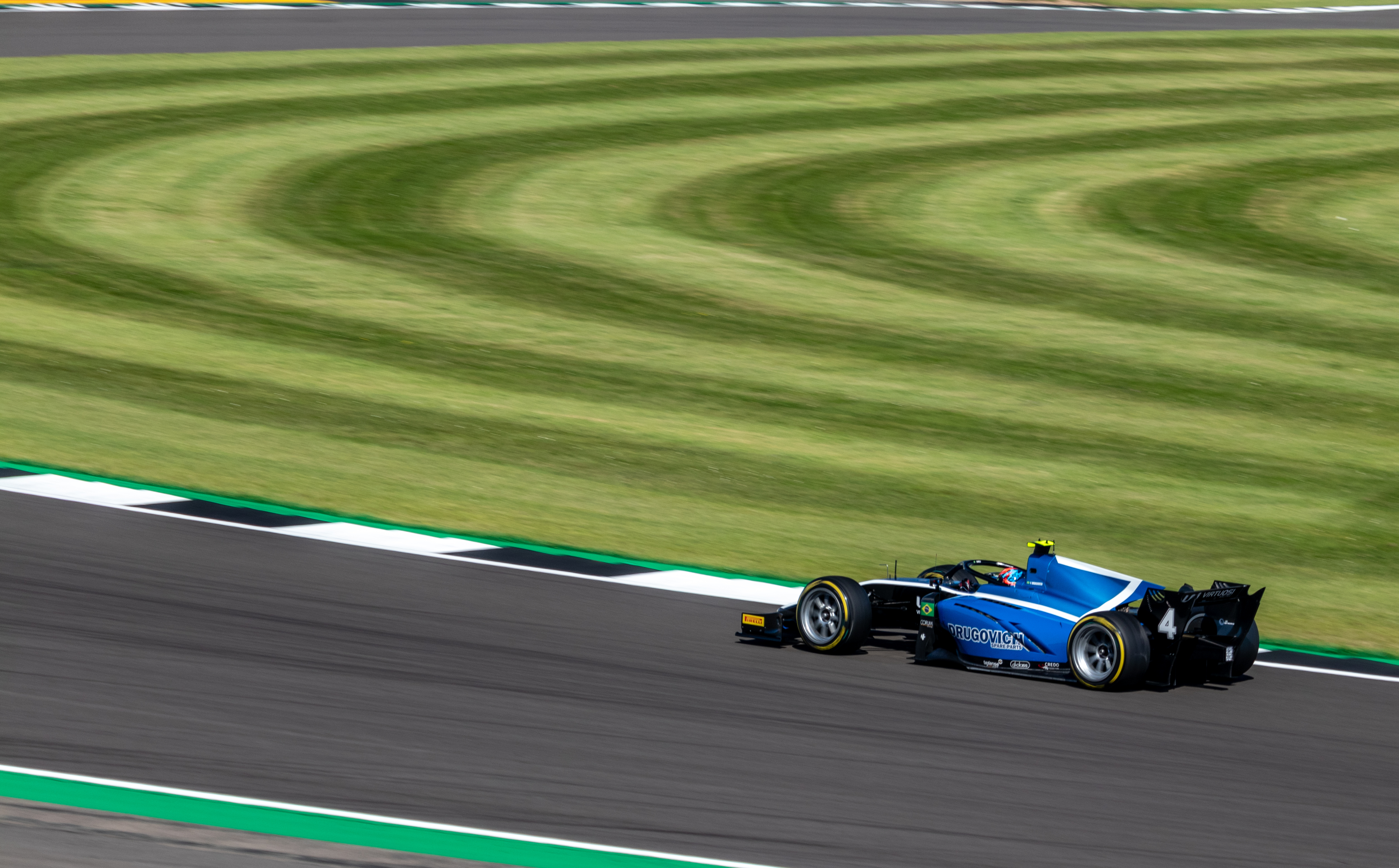
Drugovich durante a etapa de Silverstone da Fórmula 2

Na etapa de Bacu, Drugovich classificou-se em 11.º, terminou a primeira corrida curta em 14.º, a segunda corrida curta em 10.º e a corrida principal em quarto. Já na etapa de Silverstone, o brasileiro se classificou em 6.º, terminou em 4.º na primeira corrida curta, em 7.º na segunda corrida curta e em 6.º na corrida longa. Na etapa de Monza, o fim de semana iniciou-se com Drugovich classificando-se em 5.º. Na primeira corrida curta, o brasileiro abandonou na terceira volta após rodar na Variante Ascari. Na segunda corrida curta, Drugovich largou em 20.º, chegou a ganhar algumas posições ao longo da prova, mas, no final, conseguiu apenas um 17.º lugar. Ficando fora da zona de pontuação pela segunda vez no mesmo fim de semana. Na corrida principal, Drugovich andou em quinto no inicio da prova, porém perdeu muitas posições depois de uma divergência de informações com a UNI-Virtuosi sobre um possível problema na asa dianteira. A equipe o chamou para um pit-stop não programado, mas não havia problema algum na peça. O piloto terminou em 13.º lugar, fora dos pontos de novo.
Drugovich se classificou em quinto no Circuito Corniche de Gidá. Largando em sexto para a primeira corrida curta, ele concluiu a corrida em quarto depois de passar na primeira volta por Pourchaire e depois de Boschung. O piloto parecia que ia terminar entre os dez primeiros na segunda corrida curta, mas sofreu danos depois que Jüri Vips o pegou por trás, deixando Drugovich em 10.º na bandeira com várias penalidades de outros pilotos aplicadas. Drugovich terminou a corrida principal em quinto. No Circuito de Yas Marina, Drugovich iniciou a primeira corrida curta largando da terceira posição. Subiu para segundo logo na largada, chegou a ter chance de atacar o líder, porém terminou em 2.º lugar. Na segunda corrida curta, o brasileiro largou nona colocação, por causa do grid invertido, e terminou a prova em quinto lugar. Na corrida principal, o brasileiro largou na oitava posição, teve bom rendimento, conseguiu escalar o pelotão e terminou em 3.º lugar.

#### 2022
Drugovich voltou à MP Motorsport para o campeonato de 2022, desta vez em parceria com Clément Novalak, recém graduado da Fórmula 3.
Drugovich estabeleceu o tempo mais rápido dos testes de pré-temporada no Circuito Internacional do Barém. Ele liderou o treino livre para a etapa de abertura da temporada no Barém, porém classificou-se apenas em décimo para a corrida principal. Graças a inversão de grid, ele largou em primeiro na corrida curta, porém perdeu posições e caiu para quinto logo no inicio. Na segunda volta, perdeu também a posição para Théo Pourchaire, caindo assim para sexto. Posteriormente, Pourchaire abandonou, e Drugovich completou a prova em quinto. Já a corrida longa, aconteceu de forma tumultuada com entradas do carro de segurança, colisões, pit stops mal realizados e rodas voando no pit lane. Dessa vez o brasileiro terminou em sexto.
Para a etapa disputada no Circuito Corniche de Gidá, Drugovich marcou a pole position da corrida principal. Na corrida curta, ele largou em décimo e concluiu em quarto, entretanto o britânico Jake Hughes, que havia ficado em terceiro, foi desclassificado por irregularidade técnica deixando a posição para Drugovich. O brasileiro venceu a corrida principal e assumiu a liderança do campeonato, tornando-se o primeiro brasileiro na história a liderar o Campeonato de Fórmula 2 da FIA.

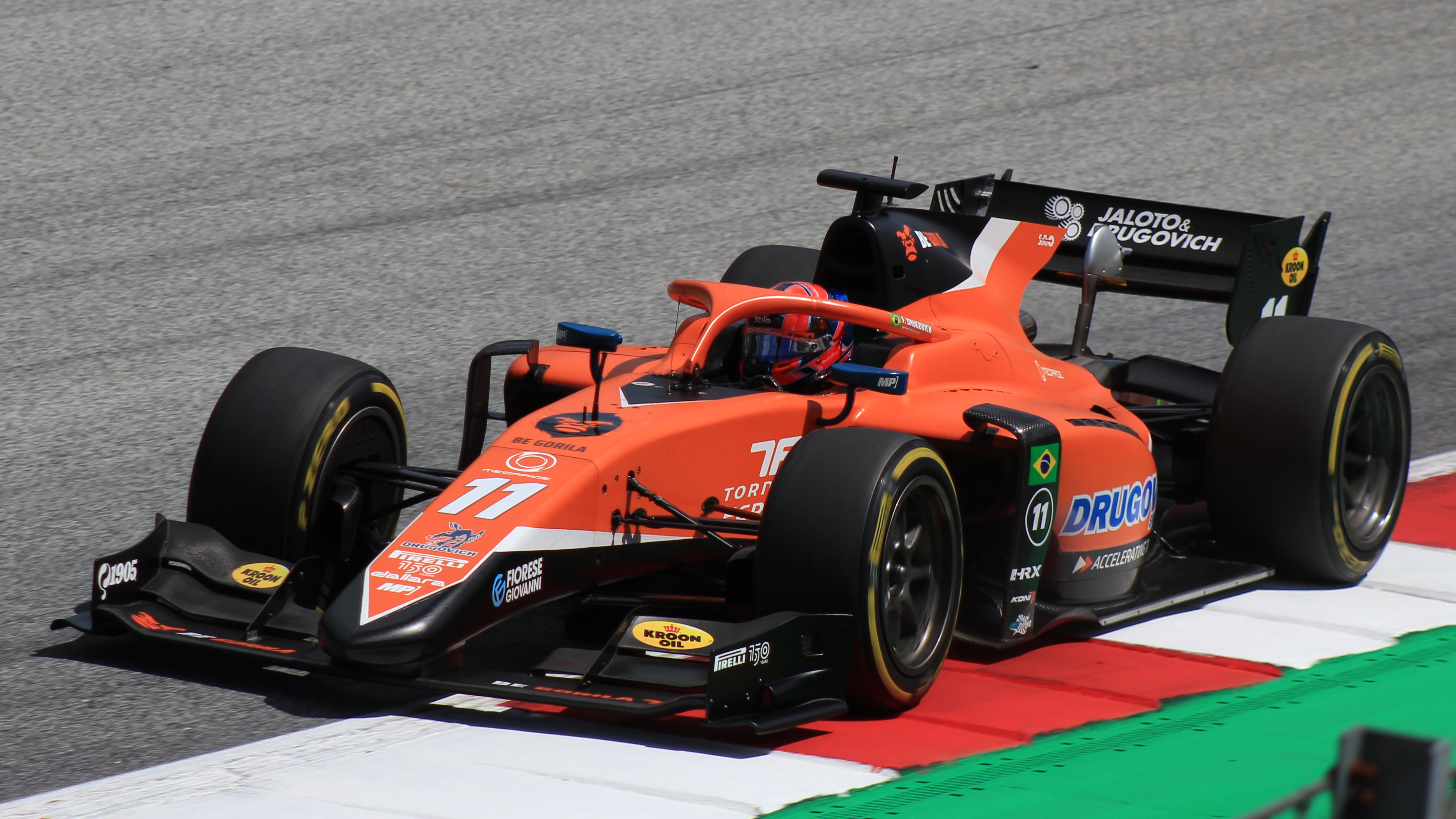
Drugovich durante a etapa da Fórmula 2 disputada no Red Bull Ring em Spielberg, Áustria (2022)

Na etapa de Ímola, o primeiro treino livre teve um atraso de mais de três horas e a classificação também foi atrasada por conta dos atrasos da Fórmula 1. O treino oficial ocorreu com pista molhada, Drugovich classificou-se apenas em 12.º, posição que largaria em ambas as corridas do fim de semana. Na corrida curta, o brasileiro superou sete adversários e terminou em quinto lugar. Já na corrida principal, Drugovich terminou apenas em 10.º lugar, e caiu da liderança do campeonato para o segundo lugar na tabela de pilotos.
Para a etapa disputada no Circuito de Barcelona-Catalunha, Drugovich classificou-se apenas em 10.º, posição que lhe daria a pole na corrida curta graças ao grid invertido, porém o piloto brasileiro recebeu três posições de punição na prova por ter atrapalhado Théo Pourchaire durante o treino classificatório. Durante a corrida curta, Drugovich ganhou três posições logo na largada, a partir daí, ele liderou a prova de ponta a ponta fazendo também a volta mais rápida. Tal resultado garantiu-lhe novamente a liderança do campeonato. Já na corrida principal, mesmo largando em 10.º, o brasileiro recuperou-se e conquistou a segunda vitória no fim de semana, tornando-se o primeiro piloto a vencer as duas corridas do fim de semana na Fórmula 2.
Já na etapa de Mônaco, Drugovich havia se classificado em terceiro no grid, ficando atrás de Liam Lawson e Ayumu Iwasa, porém os dois adversários foram punidos por não terem diminuído a velocidade durante uma bandeira amarela. O piloto brasileiro acabou herdando a pole position. Drugovich abandonou a corrida curta logo no início da prova. O brasileiro foi tocado ainda na largada e teve um pneu furado. Ele foi aos boxes fazer a troca, onde a equipe escolhe a equivocada estratégia de apostar em pneus de chuva com a pista ainda seca. Posteriormente, o piloto da MP Motorsport acabou punido por excesso de velocidade no pit lane duas vezes e abandonou. Para a corrida principal, Drugovich largou na pole position e abriu vantagem de quatro segundos na liderança ainda primeiras voltas. A prova contou com duas entradas do carro de segurança que aproximaram novamente o brasileiro dos rivais. A partir daí, ele teve que aguentar pressão de Pourchaire por todo resto da corrida para garantir a vitória. Tal conquista fez de Drugovich o sexto brasileiro a vencer uma prova no principado.
E em Monza, Drugovich conquistou o título da Fórmula 2, depois de abandonar a corrida ainda na primeira volta, após ser tocado pelo belga Amaury Cordeel. No entanto, o único concorrente ao título também não pontuou, Théo Pourchaire (ART Grand Prix), que ficou com a 17ª colocação. Com isso, ele se tornou o primeiro piloto brasileiro a ser campeão da Fórmula 2.

### Fórmula E
Em abril de 2023, Drugovich testou um carro de Fórmula E da equipe Maserati MSG Racing durante o ePrix de Berlim, tendo a melhor volta de 1:05.509 entre todos os novatos. Drugovich retornou com a Maserati durante a sessão de treinos de estreia no ePrix de Roma, na qual mais uma vez liderou a tabela de tempos.
Drugovich retornou com a Maserati no teste de novatos em Berlim, realizado em maio de 2024.
Em 3 de julho de 2025, a Mahindra Racing confirmou que Drugovich faria sua estreia na Fórmula E durante a rodada dupla do ePrix de Berlim. O paranaense entrou como substituto de Nyck de Vries, forçado a se ausentar dessa etapa por conta de compromissos no Mundial de Endurance. Na corrida 1, Drugo enfrentou a pista escorregadia por conta da chuva, largou em décimo quarto e terminou em décimo sétimo. Na corrida 2, Felipe saiu da décima nona posição e chegou a figurar em terceiro, terminando em sétimo lugar e pontuando em seu primeiro final de semana na categoria.

### Fórmula 1

#### Aston Martin
Em 12 de setembro de 2022, dois dias depois de vencer o Campeonato de Fórmula 2 de 2022, Drugovich foi anunciado como o primeiro piloto a ingressar no recém-formado Programa de Desenvolvimento de Pilotos da equipe Aston Martin. Ele teve seu primeiro contato com um carro de Fórmula 1 testando o AMR21 em Silverstone no início de novembro, graças ao qual cumpriu os requisitos necessários para obter a Superlicença da FIA e pilotar nos treinos livres no Grande Prêmio de Abu Dhabi de 2022. Drugovich também participou dos testes de pós-temporada em Abu Dhabi, pilotando o Aston Martin.
Em 2023, Drugovich também foi adicionado ao grupo de pilotos reservas da McLaren, ao lado de seu colega Stoffel Vandoorne, nas primeiras 15 corridas da temporada. Em 21 de fevereiro, Drugovich foi confirmado para dirigir o AMR23 no Bahrein, durante a primeira sessão de testes de pré-temporada em 23 de fevereiro. A notícia veio depois que Lance Stroll foi confirmado por ter sofrido uma lesão em um acidente de bicicleta.
Drugovich participou do TL1 no Grande Prêmio de Monza, substituindo Lance Stroll e ficando com o 18º tempo. Participou também do TL1 no Grande Prêmio de Abu Dhabi, substituindo Fernando Alonso e ficando com o 2º melhor tempo, atrás apenas de George Russell.
O paranaense seguiu como piloto de testes da Aston Martin em 2024, participando de testes de pneus da Pirelli em Barcelona. Sua primeira aparição em treinos livres foi na Cidade do México, onde foi o décimo oitavo e ficou a dois décimos de Stroll. Drugo retornou para Abu Dhabi, correndo no carro de Stroll, sendo mais uma vez o nono colocado e aparecendo como o melhor dentre os novatos, superando Fernando Alonso por três centésimos. Sobre isso, Felipe afirmou estar satisfeito com seu tempo e que era "sempre bom ser o melhor novato".
Drugovich segue como reserva da Aston Martin em 2025. Participou da primeira sessão de treinos livres do GP do Barém, substituindo Alonso e sendo décimo sexto colocado, a apenas 0s082 de Stroll. Em julho, Drugovich e seu compatriota da Sauber, Gabriel Bortoleto, participaram do primeiro dia de testes de pneus da Pirelli. O paranaense completou 112 voltas, duas a mais do que Bortoleto, e fez o melhor tempo.

### Corridas de resistência

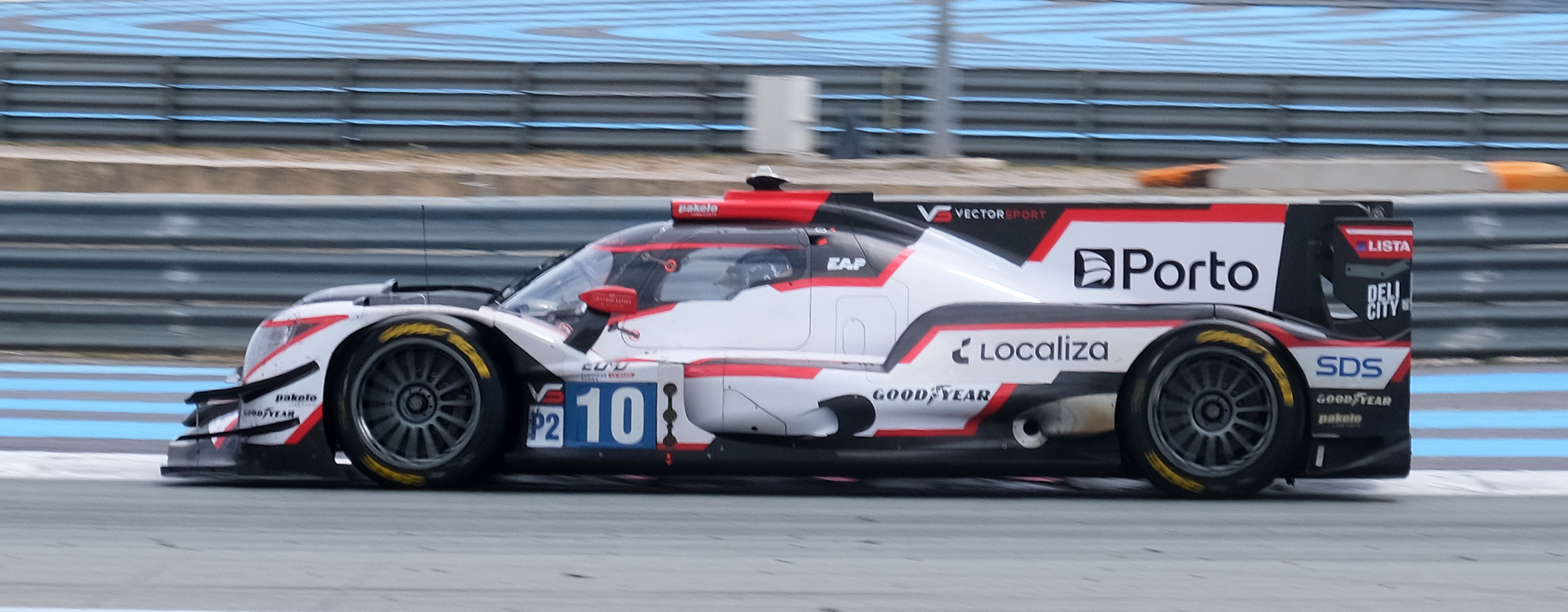
Carro de Drugovich na etapa de Le Castellet da ELMS em 2024

Drugovich correu na European Le Mans Series em 2024, pela equipe Vector Sport ao lado de Stéphane Richelmi e Ryan Cullen. Inicialmente previsto para fazer a temporada completa, Drugovich faltou à rodada de Mugello por conta de um teste pela Chip Ganassi Racing na IndyCar, sendo substituído por Patrick Pilet.
Drugovich disputou as 24 Horas de Le Mans de 2024 pela equipe Whelen Cadillac Racing, guiando o carro número 311 ao lado de Pipo Derani e Jack Aitken. O carro estava na briga pelo top-10 na classe Hypercar, quando Derani bateu faltando cerca de cinco horas para o fim da prova, prejudicando o trio. O 311 conseguiu voltar para completar a prova, ficando em último dentre os hipercarros que terminaram a corrida. Mesmo assim, Drugovich disse ter gostado da experiência e afirmou que queria voltar a correr nas 24 Horas de Le Mans no futuro.
Em novembro de 2024, Drugovich anunciou que iria disputar as 24 Horas de Daytona de 2025 com a Cadillac, guiando o carro 31 com Jack Aitken, Earl Bamber e Frederik Vesti. O quarteto chegou a liderar a prova, com Drugovich ultrapassando a Porsche de Laurens Vanthoor quando faltava 19 horas para o fim, mas depois, seu carro sofreu uma quebra na suspensão, e Vesti bateu no muro. Por conta disso, o #31 acabou finalizando a corrida em nono lugar, mesmo assim, Felipe classificou a experiência como "incrível", embora tenha sentido que tinha chances de brigar pela vitória.
Em 3 de março de 2025, foi anunciado que Drugovich retomaria a parceria com a Cadillac para as 24 Horas de Le Mans daquele ano, com o paranaense conduzindo o Whelen Cadillac nº 311 ao lado de Aitken e Vesti. Mas o trio abandonou a prova, após o carro perder potência faltando sete horas para o fim da prova.

### Fórmula Indy
Drugovich participou da sessão de testes com a Chip Ganassi Racing em 2024, completando mais de cem voltas e chegando a fazer tempo melhor do que Álex Palou, tricampeão da categoria.

## Resultados

### Resumo da carreira
| Temporada | Categoria                         | Equipe                                | Corridas                 | Vitórias                 | Poles                    | V.M.R.                   | Pódios                   | Pontos                   | Class.                   |
| --------- | --------------------------------- | ------------------------------------- | ------------------------ | ------------------------ | ------------------------ | ------------------------ | ------------------------ | ------------------------ | ------------------------ |
| 2016      | ADAC Fórmula 4                    | Neuhauser Racing                      | 24                       | 0                        | 0                        | 0                        | 1                        | 79.5                     | 12.°                     |
| 2016-17   | MRF Challenge Formula 2000        | MRF Challenge                         | 16                       | 1                        | 0                        | 0                        | 4                        | 167                      | 5.°                      |
| 2017      | ADAC Fórmula 4                    | Van Amersfoort Racing                 | 21                       | 7                        | 3                        | 6                        | 9                        | 236,5                    | 3.°                      |
| 2017      | Fórmula 4 Italiana                | Van Amersfoort Racing                 | 6                        | 1                        | 1                        | 1                        | 2                        | 0                        | NC                       |
| 2017      | Fórmula 3 Europeia                | Van Amersfoort Racing                 | 3                        | 0                        | 0                        | 0                        | 0                        | 0                        | NC                       |
| 2017      | Eurofórmula Open                  | RP Motorsport                         | 2                        | 1                        | 1                        | 0                        | 1                        | 0                        | NC                       |
| 2017-18   | MRF Challenge Formula 2000        | MRF Racing                            | 16                       | 10                       | 2                        | 5                        | 13                       | 337                      | 1.°                      |
| 2018      | Eurofórmula Open                  | RP Motorsport                         | 16                       | 14                       | 10                       | 10                       | 16                       | 405                      | 1.°                      |
| 2018      | Fórmula 3 Espanhola               | RP Motorsport                         | 6                        | 5                        | 3                        | 4                        | 6                        | 157                      | 1.°                      |
| 2019      | Fórmula 3 da FIA                  | Carlin Buzz Racing                    | 16                       | 0                        | 0                        | 1                        | 0                        | 8                        | 16.°                     |
| 2020      | Fórmula 2                         | MP Motorsport                         | 24                       | 3                        | 1                        | 1                        | 4                        | 121                      | 9.°                      |
| 2021      | Fórmula 2                         | UNI-Virtuosi Racing                   | 21                       | 0                        | 0                        | 0                        | 4                        | 105                      | 8.°                      |
| 2022      | Fórmula 2                         | MP Motorsport                         | 28                       | 5                        | 4                        | 4                        | 11                       | 265                      | 1.°                      |
| 2022      | Stock Car Brasil                  | Ipiranga Racing                       | 1                        | 0                        | 0                        | 0                        | 0                        | 0                        | NC                       |
| 2022      | Fórmula 1                         | Aston Martin Aramco Cognizant F1 Team | Piloto de testes/reserva | Piloto de testes/reserva | Piloto de testes/reserva | Piloto de testes/reserva | Piloto de testes/reserva | Piloto de testes/reserva | Piloto de testes/reserva |
| 2022-23   | Fórmula E                         | Maserati MSG Racing                   | Piloto de testes         | Piloto de testes         | Piloto de testes         | Piloto de testes         | Piloto de testes         | Piloto de testes         | Piloto de testes         |
| 2023      | Fórmula 1                         | Aston Martin Aramco Cognizant F1 Team | Piloto de testes/reserva | Piloto de testes/reserva | Piloto de testes/reserva | Piloto de testes/reserva | Piloto de testes/reserva | Piloto de testes/reserva | Piloto de testes/reserva |
| 2023      | Fórmula 1                         | McLaren F1 Team                       | Piloto de testes/reserva | Piloto de testes/reserva | Piloto de testes/reserva | Piloto de testes/reserva | Piloto de testes/reserva | Piloto de testes/reserva | Piloto de testes/reserva |
| 2024      | European Le Mans Series           | Vector Sport                          | 5                        | 0                        | 0                        | 0                        | 0                        | 21                       | 15.º                     |
| 2024      | Fórmula 1                         | Aston Martin Aramco F1 Team           | Piloto de testes/reserva | Piloto de testes/reserva | Piloto de testes/reserva | Piloto de testes/reserva | Piloto de testes/reserva | Piloto de testes/reserva | Piloto de testes/reserva |
| 2025      | IMSA SportsCar Championship - GTP | Cadillac Whelen                       | 1                        | 0                        | 0                        | 0                        | 0                        | 248                      | 9.º*                     |
| 2025      | Fórmula 1                         | Aston Martin Aramco F1 Team           | Piloto de testes/reserva | Piloto de testes/reserva | Piloto de testes/reserva | Piloto de testes/reserva | Piloto de testes/reserva | Piloto de testes/reserva | Piloto de testes/reserva |
| 2024-25   | Fórmula E                         | Mahindra Racing                       | 2                        | 0                        | 0                        | 0                        | 0                        | 6                        | 21º                      |

### Resultados na Fórmula 3 da FIA
(Legenda) (Corridas em negrito indicam pole position; corridas em itálico indicam pontos pela volta mais rápida dentro dos dez primeiros colocados)
| Ano  | Equipe             | 1          | 2          | 3          | 4          | 5          | 6          | 7          | 8          | 9         | 10          | 11         | 12        | 13         | 14         | 15         | 16         | Class. | Pontos |
| ---- | ------------------ | ---------- | ---------- | ---------- | ---------- | ---------- | ---------- | ---------- | ---------- | --------- | ----------- | ---------- | --------- | ---------- | ---------- | ---------- | ---------- | ------ | ------ |
| 2019 | Carlin Buzz Racing | CAT FEA 11 | CAT SPR 10 | LEC FEA 19 | LEC SPR 10 | RBR FEA 12 | RBR SPR 14 | SIL FEA 13 | SIL SPR 10 | HUN FEA 6 | HUN SPR Ret | SPA FEA 18 | SPA SPR 9 | MNZ FEA 16 | MNZ SPR 12 | SOC FEA 25 | SOC SPR 15 | 16°    | 8      |

### Resultados na Fórmula 2 da FIA
(Legenda) (Corridas em negrito indicam pole position; corridas em itálico indicam pontos pela volta mais rápida dentro dos dez primeiros colocados)
| Ano  | Equipe              | 1          | 2          | 3           | 4           | 5          | 6          | 7          | 8          | 9           | 10          | 11        | 12        | 13          | 14         | 15         | 16          | 17        | 18         | 19          | 20         | 21         | 22         | 23         | 24         | 25          | 26        | 27        | 28        | Class. | Pontos |
| ---- | ------------------- | ---------- | ---------- | ----------- | ----------- | ---------- | ---------- | ---------- | ---------- | ----------- | ----------- | --------- | --------- | ----------- | ---------- | ---------- | ----------- | --------- | ---------- | ----------- | ---------- | ---------- | ---------- | ---------- | ---------- | ----------- | --------- | --------- | --------- | ------ | ------ |
| 2020 | MP Motorsport       | RBR1 FEA 8 | RBR1 SPR 1 | RBR2 FEA 13 | RBR2 SPR 13 | HUN FEA 5  | HUN SPR 16 | SIL1 FEA 7 | SIL1 SPR 6 | SIL2 FEA 10 | SIL2 SPR 12 | CAT SPR 7 | CAT SPR 1 | SPA FEA DSQ | SPA SPR 13 | MNZ FEA 16 | MNZ SPR Ret | MUG FEA 4 | MUG SPR 15 | SOC FEA Ret | SOC SPR 20 | BAR1 FEA 1 | BAR1 SPR 8 | BAR2 FEA 3 | BAR2 SPR 8 |             |           |           |           | 9°     | 121    |
| 2021 | UNI-Virtuosi Racing | BAR SP1 16 | BAR SP2 14 | BAR FEA 9   | MON SP1 2   | MON SP2 14 | MON FEA 3  | BAC SP1 14 | BAC SP2 10 | BAC FEA 4   | SIL SP1 4   | SIL SP2 7 | SIL FEA 6 | MNZ SP1 RET | MNZ SP2 17 | MNZ FEA 12 | SOC SP1 NL  | SOC SP2 C | SOC FEA NL | GID SP1 4   | GID SP2 10 | GID FEA 5  | YAS SP1 2  | YAS SP2 5  | YAS FEA 3  |             |           |           |           | 8°     | 105    |
| 2022 | MP Motorsport       | BAR SPR 5  | BAR FEA 6  | GID SPR 3   | GID FEA 1   | EMI SPR 5  | EMI FEA 10 | CAT SPR 1  | CAT FEA 1  | MON SPR Ret | MON FEA 1   | BAC SPR 5 | BAC FEA 3 | SIL SPR 5   | SIL FEA 4  | RBR SPR 4  | RBR FEA 11  | LEC SPR 3 | LEC FEA 4  | HUN SPR 4   | HUN FEA 9  | SPA SPR 4  | SPA FEA 2  | ZAN SPR 10 | ZAN FEA 1  | MNZ SPR Ret | MNZ FEA 6 | YMC SPR 3 | YMC FEA 2 | 1.º    | 265    |

### Resultados na European Le Mans Series
| Ano  | Equipe       | Classe | Chassi   | Motor                 | 1      | 2      | 3     | 4     | 5   | 6       | Class. | Pts. |
| ---- | ------------ | ------ | -------- | --------------------- | ------ | ------ | ----- | ----- | --- | ------- | ------ | ---- |
| 2024 | Vector Sport | LMP2   | Oreca 07 | Gibson GK428 4.2 L V8 | CAT 10 | LEC 10 | IMO 3 | SPA 8 | MUG | ALG Ret | 15º    | 21   |

### Resultados completos nas 24 Horas de Le Mans
| Ano  | Equipe                 | Co-Pilotos                 | Carro               | Classe   | Voltas | C. G. | P. C. |
| ---- | ---------------------- | -------------------------- | ------------------- | -------- | ------ | ----- | ----- |
| 2024 | Whelen Cadillac Racing | Jack Aitken Pipo Derani    | Cadillac V-Series.R | Hypercar | 280    | 29º   | 15º   |
| 2025 | Whelen Cadillac Racing | Jack Aitken Frederik Vesti | Cadillac V-Series.R | Hypercar | 247    | DNF   | DNF   |